# Macrorrhyncha ancae
Macrorrhyncha ancae är en tvåvingeart som beskrevs av Loïc Matile 1976. Macrorrhyncha ancae ingår i släktet Macrorrhyncha och familjen platthornsmyggor. Inga underarter finns listade i Catalogue of Life.